# Cerapachys decorsei
Cerapachys decorsei är en myrart som först beskrevs av Santschi 1912.  Cerapachys decorsei ingår i släktet Cerapachys och familjen myror. Inga underarter finns listade.